# Craspedia
Craspedia is een geslacht uit de composietenfamilie (Asteraceae). De soorten komen voor in Australië en Nieuw-Zeeland.

## Soorten
- Craspedia adenophora K.L.McDougall & N.G.Walsh
- Craspedia alba J.Everett & Joy Thomps.
- Craspedia aurantia J.Everett & Joy Thomps.
- Craspedia basaltica J.Everett ex N.G.Walsh
- Craspedia canens J.Everett & Doust
- Craspedia costiniana J.Everett & Joy Thomps.
- Craspedia crocata J.Everett & Joy Thomps.
- Craspedia cynurica Rozefelds & A.M.Buchanan
- Craspedia glabrata (Hook.f.) Rozefelds
- Craspedia glauca (Labill.) Spreng.
- Craspedia gracilis Hook.f.
- Craspedia haplorrhiza J.Everett & Doust
- Craspedia incana Cockayne & Allan
- Craspedia lamicola J.Everett & Joy Thomps.
- Craspedia lanata (Hook.f.) Allan
- Craspedia leucantha F.Muell.
- Craspedia macrocephala Hook.
- Craspedia major (Hook.f.) Allan
- Craspedia maxgrayi J.Everett & Joy Thomps.
- Craspedia minor (Hook.f.) Allan
- Craspedia paludicola J.Everett & Doust
- Craspedia preminghana Rozefelds
- Craspedia robusta (Hook.f.) Cockayne
- Craspedia rosulata Rozefelds & A.M.Buchanan
- Craspedia sylvestris J.Everett ex N.G.Walsh
- Craspedia uniflora G.Forst.
- Craspedia variabilis J.Everett & Doust